# Darıca
Darıca est une ville de Turquie qui comptait 135 966 habitants en 2008.